# 岐阜市警察
岐阜市警察（ぎふしけいさつ）は、かつて存在した岐阜県岐阜市の自治体警察。

## 概要
旧警察法施行で、従来の岐阜県警察部が解体され、1948年（昭和23年）3月7日に岐阜市警察署が設置された。2年後の1950年（昭和25年）1月に岐阜市警察本部を設置した。
その後、1954年（昭和29年）に、旧警察法が全面改正される形で新警察法が公布された。これにより国家地方警察と自治体警察が廃止され、新たに都道府県警察として岐阜県警察が発足。岐阜市警察も岐阜県警察に統合され、姿を消した。

## 警察署
1950年（昭和25年）時点
- 中警察署
- 南警察署
- 北警察署